# Двойник

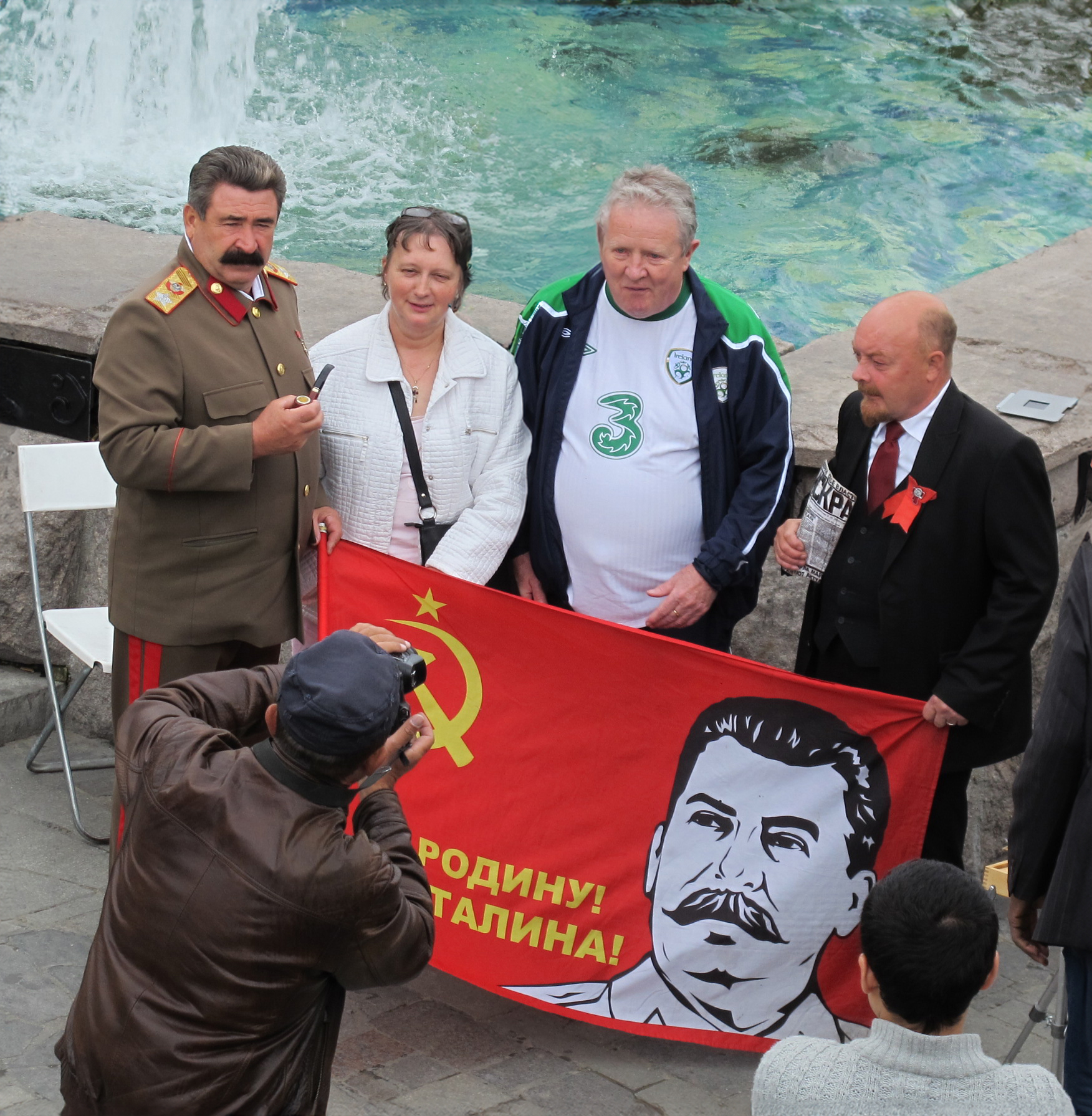
Двойники Сталина и Ленина снимаются с туристами в Москве.

Двойник — человек, внешне очень похожий на другого человека (не являющийся при этом его близнецом).
Внешнее сходство людей может использоваться в различных целях, особенно при применении грима. Например, Клифтон Джеймс в 1944 году изображал похожего на него фельдмаршала Бернарда Монтгомери, чтобы отвлечь внимание немецкой разведки от подготовки высадки в Нормандии. Под видом Монтгомери Клифтон Джеймс побывал в Гибралтаре, Алжире и Египте.
У российского артиста Филиппа Киркорова есть двойник-дублёр Алексей Егожинский, которого используют для съёмок фильмов и шоу под видом Киркорова (если нужно отснять затылок, руку, спину). Двойники знаменитых российских певцов и актёров выступают под их видом на различных мероприятиях, иногда самовольно выдавая себя за них.
Британская школьница Элла Нортон, которая прославилась сходством с актрисой Эммой Уотсон, известной по роли Гермионы в фильмах о Гарри Поттере, использует свою популярность в Интернете для того, чтобы поднимать и обсуждать вопросы, связанные с социальной справедливостью, а также делиться отзывами о своих любимых книгах.
Двойники Ленина и Сталина снимаются с туристами за деньги в центре Москвы.

## Генетические исследования

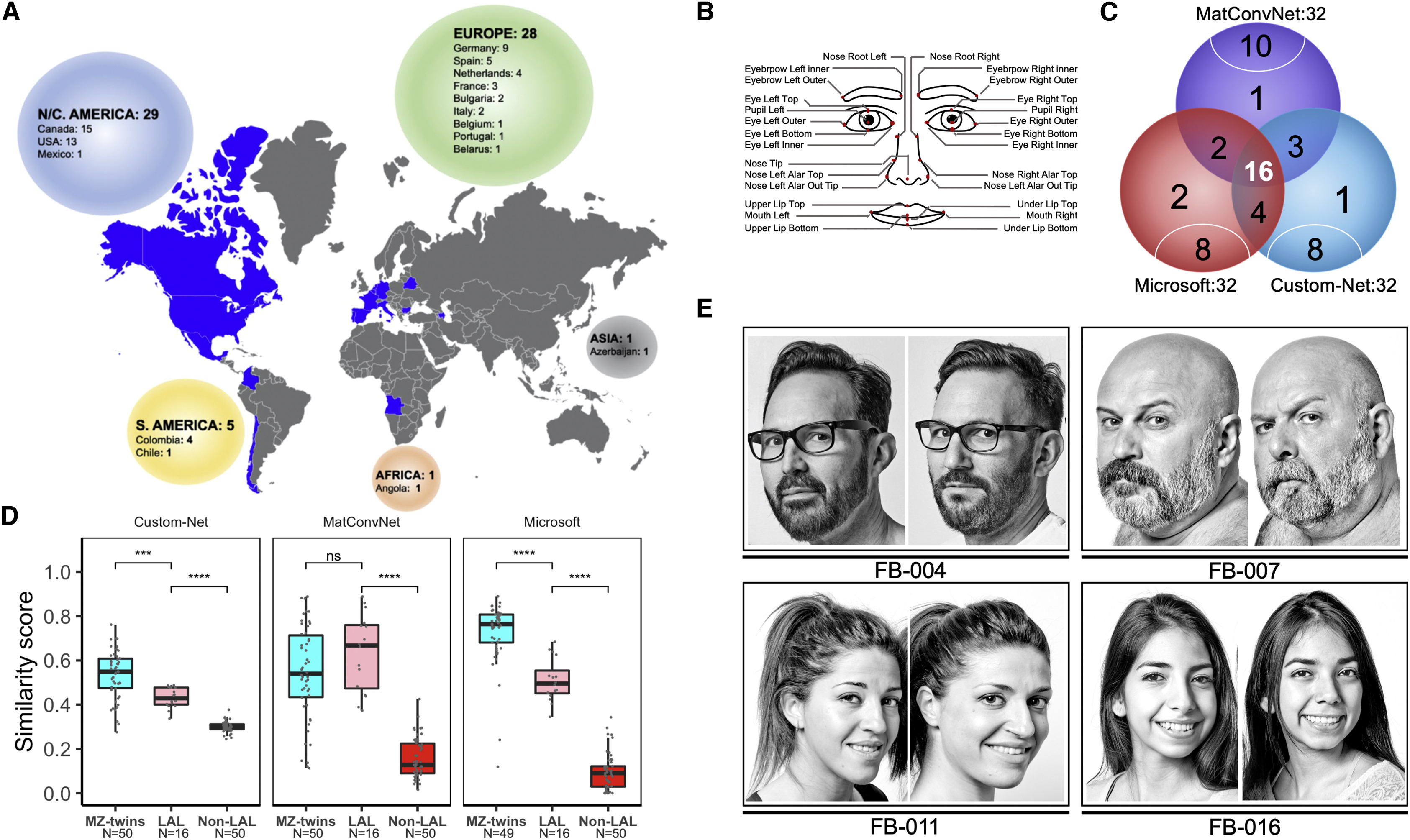
Иллюстрация из статьи об исследовании двойников в Cell Reports

В 2022 году в журнале Cell Reports была опубликована статья о результатах генетического исследования двойников. Учёные использовали 32 пары моделей из работ канадского фотографа Франсуа Брюнеля, который с 1999 года собирал фотографии двойников по всему миру. Сначала исследователи объективно определили меру сходства пар, используя компьютерные программы для распознавания лиц. Для 16 из 32 пар лица совпали по оценкам всех трёх использованных алгоритмов. Дальше их попросили сдать образец слюны, чтобы можно было проанализировать их геном и эпигеном. Также пары предоставили сведения о своём образе жизни. Более чем у половины пар (9 из 16) набор однонуклеотидных полиморфизмов (SNP) оказался схожим. Также выяснилось, что поведенческие черты, такие как привычка к курению, диета и даже уровень образования, были ближе в похожих парах, чем в отличающихся.

## Теории заговора
Нередко появляются теории заговора о двойниках политиков. Так, обморок Хиллари Клинтон, который случился в 2016 году на церемонии, посвящённой 15‑й годовщине нападения на Всемирный торговый центр в Нью-Йорке, породил версии, что Хиллари Клинтон либо уже умерла, либо это скоро случится, поэтому её подменили двойником. В конце 1990‑х годов Юрий Мухин заявил, что занимавший тогда пост президента России Борис Ельцин умер ещё в 1996 году и его заменяет двойник. В качестве доказательств подмены, как и в случае с Клинтон, использовались снимки, на которых сличались разные части тела.